# Janko Vuković Podkapelski
Janko pl. Vuković Podkapelski (Jezerane, 27. rujna 1871. – Pula, 1. studenoga 1918.), bio je hrvatski mornarički časnik u austro-ugarskoj mornarici i kasnije kratkotrajno kontraadmiral Države Srba, Hrvata i Slovenaca. Nakon završene Pomorske akademije u Rijeci, 1889. stupio je u austro-ugarsku ratnu mornaricu kao pomorski kadet. Tijekom 1889. i 1890. oplovio je svijet na korveti Fažana. Na početku Prvog svjetskoga rata bio je zapovjednik 1. torpedne divizije. Odlikovan je za zasluge pri potapanju talijanskog razarača Turbine 1915. U ožujku 1918. preuzeo je zapovjedništvo nad admiralskim brodom Viribus Unitis. Prilikom raspada države u listopadu 1918., austrijski car i hrvatsko-ugarski kralj Karlo predao je mornaricu novoosnovanoj Državi SHS. Narodno vijeće ga je promaknulo u čin kontraadmirala i imenovalo zapovjednikom flote pod hrvatskom zastavom. Već sljedeće noći talijanski podvodni diverzanti potopili su brod Viribus Unitis u pulskoj luci na kojem su poginuli Vuković i više stotina mornara.

## Mladost i školovanje
Janko pl. Vuković Podkapelski rođen je 27. rujna 1871. u obitelji Stjepana Vukovića Podkapelskog i Berte r. Lenuci u podvelebitskom mjestu Jezerane. Po obiteljskoj tradiciji, kao prvi Stjepanov sin, dobio je ime po djedu Ivanu Janku (1811. – 1895.). U Jezeranama, gdje je bilo i sjedište Treće graničarske satnije, Vuković je sa sestrom Dragicom i bratom Vladimirom odrastao u okružju Vukovića Podkapelskih, stare hrvatske plemićke obitelji. Svoj plemićki naslov i plemićku oznaku grba Vukovići Podkapelski dobili su još u tijeku Tridesetogodišnjeg rata, 21. studenoga 1646. od tadašnjeg vladara Ferdinanda III. Vukovići su bili posjednici: Vukovićev djed, Ivan Janko, bio je zakupnik pošte u Žutoj Lokvi i Jezeranima. Vukovićev stric Janko (1849. – 1914.) bio je kandidat Narodne stranke na saborskim izborima u kotaru Brinje 1887, no izgubio je od pravaša Milana Pavlovića. U bližoj obitelji je bilo i vojnika: stric Rudolf bio je pukovnik u austro-ugarskoj vojsci, 1908-9. zapovjednik 4. bh. pješačke pukovnije u Mostaru. Stric Aleksandar bio je mornarički časnik, 1892. u mornaričko-tehničkom zavodu.
Poslije završene osnovne škole u Jezeranama, Vuković je školovanje nastavio u Osijeku, gdje je pohađao realnu gimnaziju. U mornaricu je stupio 1886. godine upisujući se na Mornaričku akademiju u Rijeci. Kao kadet već je tijekom školovanja oplovio gotovo sva svjetska mora na školskom brodu Fažana. Završetkom školovanja na akademiji i sa stečenim najvišim pomorskim vojnim obrazovanjem Podkapelski je već od 1. srpnja 1889. kao kadet 1. i 2. klase postao časnikom austro-ugarske ratne mornarice. Slijedeći njegov uzor, mlađi bratić Zdenko Vuković-Podkapelski kasnije je također završio Mornaričku akademiju (naraštaj 1917.).

## Mirnodopska služba
Tijekom daljnjih napredovanja u službi postao je 1. svibnja 1893. zastavnikom bojnog broda, a poslije šest godina promaknut je u čin poručnika 1. klase bojnog broda. Iste godine, u svojoj dvadesetosmoj godini, imenovan je zapovjednikom torpiljarke. Vuković je dva puta oplovio svijet, a 1900. bio je s korvetom Dunav i u Americi. U činu poručnika bojnog broda ostaje do 1. svibnja 1910., kada je dobio čin kapetana korvete. U to vrijeme plovi na više brodova austrougarske flote, a od 1911. redovno je zapovjednik brodova. Važniji su bili razarač Csepel, laka krstarica Admiral Spaun te bojni brodovi Babenberg i Monarch. S činom kapetana fregate koji je dobio 1. svibnja 1913. dočekuje i početak Prvog svjetskog rata.
Od 1914. pa sve do kraja rata u vojnim djelovanjima ratnog brodovlja austro-ugarske mornarice Vuković Podkapelski isticao se kao promišljen i smion zapovjednik, što je dokazao u mnogim pomorskim bitkama koje svjedoče o njegovim vojnopomorskim sposobnostima zapovjednika.

## Prvi svjetski rat
Na dan 27. lipnja 1914. Vuković je zapovjednik Csepela, koji je djelovao u prvoj grupi Prvog torpednog divizijuna Prve torpedne flotile. Neposredno nakon talijanskog prijelaza u redove Antante 1915., 24. svibnja 1915. pred talijanskim poluotokom Garganom u šestosatnoj bici Vukovićeva flota potopila je talijanski razarač Turbine čije je brodolomce spasila i kasnije odvela u zarobljeništvo u Šibenik. Poslije bitke Vuković je pohvalio držanje dalmatinskih i istarskih Talijana među svojom posadom, navevši da je "nadmašilo sva očekivanja". Kao zapovjednik Csepela Vuković je sudjelovao i u bici kod rta Pelagosa 28. srpnja 1915. zajedno s bojnim brodovima Helgoland i Saida, razaračima Lika, Orjen, Tatra, Balaton, Triglav, Dinara, Reka, Velebit, kao i sedam torpednih čamaca. Zahvaljujući sposobnostima, stručnoj spremi i ratnim uspjesima, Vuković je 1. studenoga 1915. promaknut u čin kapetana bojnog broda. S tim činom postao je zapovjednikom bojnoga broda Babenberg, koji je djelovao u sastavu 4. divizijuna. Njime je zapovijedao do početka 1917. godine, a već od svibnja postao je prvim čovjekom suvremene krstarice Admiral Spaun. Od ostalih bitaka u kojima je sudjelovao kapetan Vuković može se spomenuti akcija u kojoj su potopljena tri broda iz združene englesko-francuske flote, kao i zauzimanje Palagruže koju su ranije zauzeli i okupirali Talijani. Tom prilikom jedan talijanski brod je bio prisiljen istaknuti bijelu zastavu.
Prigodom ofenzive Centralnih sila na talijanskom bojištu u studenom/prosincu 1917. zapovjednik mornarice, admiral Njegovan, poslao je Vukovića s krstaricom Admiral Spaun, starim razaračem Arpad i šest drugih manjih razarača u Trst kao podršku nastupajućih snaga. Vukovićeva flotila (ojačana hidroavionima, torpiljarkama i minolovcima) je granatirala talijanske bitnice na ušću rijeke Piave 19. prosinca kako bi pokrivala forsiranje Piave od strane mađarske divizije honveda. Operacija je propala zbog lošeg vremena.
Kruna austrougarske mornaričke karijere za Janka Vukovića je 11. ožujka 1918. Postavljen je za zapovjednika bojnog broda Viribus Unitis, admiralskog i zapovjedničkog broda cjelokupne austrougarske mornarice. Zapovijedao je tijekom priprema prepadne operacije na Otrantski baraž. Odlikovan je odličjem Željezne krune.

## Promjena vlasti
Zbog ubrzanog raspada Austro-Ugarske, vojnih pobuna i nereda te urušavanja institucija, u ratnoj luci Pula mornari se svrstavaju po nacionalnim skupinama te osnivaju vijeća mornara po brodovima, preuzimajući kontrolu. Stožer mornarice situaciju je opisivao kao tihu i nenasilnu pobunu; mornari odbijaju naredbe, časnički zbor je nepomoćan uspostaviti disciplinu. Na Vukovićevom Viribus Unitisu, 28. listopada kapetan korvete Aleksandar Milošević se ustrijelio, ne želeći sukobiti se sa svojim mornarima. Vijeće mornara Viribus Unitisa izabralo je slovenskog liječnika u mornaričkom stožeru, dr. Richarda Juga, za zapovjednika broda, time iskazujući nepovjerenje i protivljenje Vukovićevom zapovjedništvu. Kapetan Vuković zamjerio se mornarima nespretnom turom u Bosnu i Hercegovinu s ugarskim premijerom grofom Tiszom, žestokim protivnikom reforme Monarhije i južnoslavenskih i hrvatskih težnji. Car Karlo poslao je 1918. Tiszu na posjet južnoslavenskim područjima kako bi iz prve ruke saznao raspoloženje naroda prema vlasti i političku situaciju. Premijer Tisza je od mornarice zatražio brod kako bi ga prevezao iz Zadra u Kotor. Zapovjednik mornarice, admiral Horthy, stavio mu je na raspolaganje razarač i kapetana Vukovića kao prevoditelja i pobočnika. Tisza je pokušavao prisiliti Hrvatsku i BiH na ostanak u Ugarskoj, a Vuković, premda rodoljub, samo je slijedio naredbe i nije imao izbora.
Zapovjednik flote razriješio je časnike dužnosti oružjem djelovati protiv mornara koji svojevoljno napuštaju brodove. Vrhovni stožer u Beču molio je saborske zastupnike iz Zagreba za posjet Puli s ciljem umirenja mornara, na što je Narodno vijeće odgovorilo da će djelovati samo ako mu se prepusti flota. 30. listopada lučki admiralitet javio je u Beč da je mornarica "odigrala svoju ulogu u ratu" i da nema više mogućnosti uporabe zbog raspada strukture. Vrhovno zapovjedništvo austro-ugarske vojske prihvatilo je 29. listopada 1918. uvjete primirja sa savezničkim državama. Uz predaju cjelokupne vojske, to je značilo i predaju austrougarske ratne mornarice i njezine flote. Istoga dana je u Zagrebu Hrvatski sabor proglasio nezavisnost i stvaranje Države Slovenaca, Hrvata i Srba. Želeći izbjeći predaju flote Italiji te nadajući se da će sačuvati mogućnost ostanka južnih Slavena u Austro-Ugarskoj, sljedećeg dana u Beču car Karlo je potpisao odluku kojom se 31. listopada ratna mornarica, sve utvrde i luke trebaju predati Narodnom vijeću SHS. Zagrebačko Narodno vijeće prihvatilo je prijedlog. 
Predaja je obavljena na svečanosti u glavnoj mornaričkoj luci Puli. Mornaricu su formalno preuzeli izaslanici zagrebačkog Narodnog vijeća (dr. Ante Tresić Pavičić, Vilim Bukšeg i dr. Ivan Čop) te članovi Mjesnog odbora Narodnog vijeća u Puli. Prema želji tadašnjeg zapovjednika austrougarske flote, mađarskog kontraadmirala Miklosa Horthya, primopredaja je počela točno u 16 sati na Viribus Unitisu. U 16.45 je na svim brodovima u Puli spuštena austrougarska te uz intoniranje hrvatske himne i 21 topovski plotun istaknuta hrvatska zastava, dok je zapovjedni brod Viribus Unitis sutradan trebao biti preimenovan u Jugoslavija. Prema Horthyjevim memoarima, on sâm je upitao članove Narodnog vijeća kojem časniku će predati flotu, na što oni prije nisu mislili, te im je osobno predložio Vukovića, što su uz oklijevanje prihvatili. Vijeće mornara potvrdilo je imenovanje Vukovića zapovjednikom flote, no isprva ga je odbilo zbog sumnje u Vukovićevu privrženost Monarhiji. Slovenski časnik Metod Koch, koji je u međuvremenu istupio iz austrougarske mornarice i pristupio mjesnom Narodnom vijeću, privolio ih je na pristanak činjenicom da je Vuković jedini dostupni visoki časnik Hrvat ili Slovenac. Narodno vijeće u Zagrebu na svojoj sjednici isti dan imenovalo je Janka Vukovića Podkapelskog zapovjednikom flote, a reaktivirani austrougarski kontraadmiral Dragutin Prica imenovan je zapovjednikom mornarice (povjerenikom za mornaricu) Države SHS u Zagrebu. Vuković je promaknut u čin kontraadmirala. Kapetan fregate, Slovenac Metod Koch, imenovan je zapovjednikom Pule.
Poslije primopredaje Horthy je zajedno s mnoštvom mornara i časnika Austrijanaca i Mađara otputovao vlakom u Mađarsku, a u pulskoj luci i na brodovima ostali su samo hrvatski, češki i slovenski mornari i časnici. Preuzevši zapovjedništvo, Vuković se odmah vratio na admiralski brod Viribus Unitis, najveći i najljepši brod[nedostaje izvor] čitave mornarice. Suočio se s bezvlašćem, u kojem su vijeća mornârā raznih nacionalnosti uglavnom ignorirala njegove i zapovijedi nadređenih.

## Smrt
Iako je Vuković na svoju ruku, bez dogovora s Narodnim vijećem, radiogramom obavijestio Antantu da je Narodno vijeće preuzelo mornaricu i da nije u ratu sa silama Antante, nije jasno je li talijanska strana zaprimila poruku. Znajući ili ne, talijanska mornarica je i dalje namjeravala djelovati protiv flote u Puli. U noći s 31. listopada na 1. studenoga 1918., pred pulskom lukom talijanski razarač spustio je u more splav s vlastitim pogonom. Na njoj su se nalazili talijanski diverzanti, 27-godišnji inženjer Raffaele Rossetti i godinu dana mlađi liječnik Raffaele Paolucci. Zaplovili su prema osvijetljenoj luci i cilju svoje zadaće, Viribusu Unitisu. Pod trup broda su oko 5.00 postavili mine. Mornari su ih primijetili, uhvatili i odveli Vukoviću. Talijani su tada shvatili da je brodovlje predano neutralnoj strani te su Vukoviću u 6.00 priznali cijeli plan. Vuković je posadi naredio napuštanje broda, što je dopustio i Paolucciju i Rossettiju, koji su skočili u more. Kako mine nisu eksplodirale u 6.30, kako je bilo namješteno i kako su Paolucci i Rossetti najavili, mornari koji su plivajući ili u spasilačkim brodovima napustili brod pokupili su Talijane te se, misleći da su lagali, počeli vraćati na brod. Vuković je zaštitio Paoluccija i Rossettija od mornara koji su im prijetili ili predlagali da ih se sveže na brodu. U 6.44 prva eksplozija je potresla 21.000-tonski brod koji se prelomio, nagnuo na bok i počeo tonuti. Lomljava je bila strahovita, teški topovi kalibra 305 mm su se otkidali, a kapetanski most je pucao.
O smrti kontraadmirala Vukovića postoje različiti iskazi. Po svim iskazima, kao i dnevničkim zapisima Mate Balote i memoarima admirala Horthyja, Vuković je po svom izboru ostao na palubi do kraja. Član posade Dragutin Valušnig bio je s njim na krmi nakon prve eksplozije. Unatoč njegovom pozivu na skakanje u more i spašavanje, Vuković je otišao naprijed prema pramcu vidjeti ima li na brodu još mornara. Dok su članovi posade panično napuštali brod u čamcima za spašavanje ili se bacali u more, Vuković je ostao miran i sabran. Naoružan i s pojasom za spašavanje, pomogao je Rossettiju i Paolucciju (po drugi put) napustiti brod koji tone. Po sjećanju Rafaela Paoluccija, skočio je s palube u more u zadnji trenutak te ga je povukao vrtlog. Po drugoj priči, udario ga je drveni jarbol s broda dok je plivao. Talijanski izvori navode da se Vuković popeo na kobilicu broda koji je tonuo te da ga je udarila jedna greda koja se otkinula. Pulski list Polaer Tagblatt sljedeći dan piše da je Vuković kao jedan od posljednjih napustio brod skočivši u more i potom odbio ući u čamac koji ga je došao spasiti, da bi ga uto nakon treće eksplozije udario drveni jarbol i povukao na dno. U 7.10 prvi zapovjedni brod nove mornarice potonuo je na dno luke zajedno s Vukovićem-Podkapelskim i 250 — 400 članova posade.
Vukovićevo tijelo nije bilo pronađeno. Paolucci i Rossetti, doznavši za teško financijsko stanje Vukovićeve obitelji, dio novčane nagrade talijanske vlade za svoj pothvat (2% procijenjene vrijednosti potopljenog broda) donirali su Vukovićevoj udovici i sinu, što mu je omogućilo diplomiranje medicine.

## Odlikovanja
| Veliki križ Reda željezne krune |
| Vojni križ za zasluge           |
| Križ Karla Troopa               |

## Obitelj
Kapetan Vuković 16. veljače 1907. vjenčao se s Austrijankom Helenom Nechay von Felseneis (1883. – 1975.), kćeri mornaričkog časnika, kapetana fregate Franza. Njihov sin Metel Vuković Podkapelski (1907. – 1989.) ↓1 bio je liječnik, u mladosti uspješan atletičar HAAK Mladost. Vukovićev punac Franz Nechay ostao je u Puli nakon raspada Austro-Ugarske i talijanske okupacije, počinivši samoubojstvo u srpnju 1919. Vukovićeva udovica i sin pokopani su na zagrebačkom Mirogoju.

## Naslijeđe
Vuković se često spominje kao prvi hrvatski admiral. Međutim, Hrvati Maksimilijan Njegovan, Vid Vončina i Dragutin Prica su i prije njega zaradili admiralske činove u austro-ugarskoj mornarici. Primjerice, Njegovan je u čin kontraadmirala promaknut još 1911., a službu je završio u najvišem činu admirala flote (njem. Großadmiral). Nerijetko ga se naziva i prvim zapovjednikom hrvatske ratne mornarice. No, mornaricu je car Karlo prepustio južnoslavenskom vijeću u Zagrebu, ne Hrvatskom saboru ili vladi. Flota koju je Vuković preuzeo 31. listopada preuzeta je uime južnoslavenske države - izaslanik Narodnog vijeća Ante Tresić Pavičić, koji ju je službeno i zapisnički preuzeo, u svečanom govoru tom prigodom govori o "jugoslavenskoj mornarici" i "mornarici jugoslavenske države". Mornari Hrvati, Slovenci i drugi koji su položili prisegu Narodnom vijeću SHS i ostali u službi u Puli na kapama su njemački natpis "K. u K. Kriegsmarine" zamijenili natpisom "Jugoslavija".

### Spomen
- 1919. na kapelici Mornaričkog groblja u Puli Vukovićeva udovica Helena postavila mu je spomen-ploču s posvetom na njemačkom, navodeći austro-ugarski čin kapetana bojnog broda (njem. Linienschiffkapitän), ne kontraadmiralski Narodnog vijeća.[48]
- Spomen-ploča na njegovoj rodnoj kući u Jezeranima, u organizaciji Zavičajnog kluba Brinjaka "Sokolac" u Zagrebu, postavljena je 1994.[49][50] Njegovo ime nalazi se i na ploči kojom se odaje počast svim admiralima koji su diplomirali na nekadašnjoj Mornaričkoj akademiji u Rijeci. Na pročelju bivše akademije, danas zgradi bolnice, otkrio ju je hrvatski predsjednik Ivo Josipović na Dan mornarice 2011.[51]
- Središnji trg u Brinju i ulice u zagrebačkoj četvrti Črnomerec[52] i beogradskom Voždovcu[53] nose ime po Vukoviću.

### U popularnoj kulturi
- Tragično potapanje Viribus Unitisa na kraju rata i Vukovićeva časna smrt tema su dvaju romana hrvatskih književnika – Admiralski stijeg Ivana Katušića (1986.) i Admiral za vječnost Stjepana Vukušića (2004.).
- Vuković je bio i nadahnuće pulskom rock-cabaret sastavu Gori Ussi Winnetouu za istoimenu pjesmu.[54]
- U svojoj knjizi Admiralovi zapisi - O pobjedi i ljubavi (2015.) admiral Davor Domazet-Lošo prvi dio prvoga poglavlja "Admiralska čast" posvećuje Janku Vukoviću o kojemu piše da je "čovjek plemenite ljudskosti, koji je admiralsku čast uzdigao na nedostižne, nebeske visine".[55]

## Galerija
- Crkvica sv. Nikole, Mornaričko groblje u Puli
- Jedna od dvije spomen ploče na crkvici sv.Nikole, spomen ploča Janku Vukoviću Podkapelskom